# Ca l'Oller (Aguilar de Segarra)
Ca l'Oller és una obra d'Aguilar de Segarra (Bages) inclosa a l'Inventari del Patrimoni Arquitectònic de Catalunya.

## Descripció
Gran casa de planta rectangular i coberta de dos aiguavessos. N'és notable la façana de migdia, amb una galeria formada per tres arcs de mig punt i una golfa que segueix la mateixa arcuació.
La casa, construïda tota ella en pedra, es troba en bastant mal estat. Cal destacar també d'una petita capella dedicada a Sta. Anna, contigua al mas, de planta rectangular sense absis, la qual actualment es troba en un estat deplorable i és utilitzada com a graner.